# Lleó VI el Filòsof
Lleó VI el Filòsof o el Savi (en grec: Λέων ο Σοφός, Léon o Sofós; 865-911) fou emperador romà d'Orient del 886 al 911. Era fill d'Eudòxia i Basili el Macedoni el va reconèixer com a fill seu, tot i que la seva paternitat es va posar en dubte, ja que Eudòxia era també amant del seu pare. Es va enfrontar amb el clergat el qual va voler controlar. Durant el seu regnat va el territori va patir els pirates àrabs, va tenir problemes amb els independentistes búlgars i amb les exigències comercials dels rus. Sobretot és recordat per la seva tasca com a escriptor, compilador i renovador de lleis.

## Primers anys
Lleó era el fill il·legítim de l'emperador Basili el Macedoni i d'Eudòxia Inguerina o, segons alguns autors fill d'Eudòxia i de Miquel III, el pare de Basili. L'any 867 Basili va assassinar el seu pare i li va succeir. El 870 Lleó fou proclamat august, és a dir successor del seu pare, cosa que anteriorment havia fet amb el seu mig germà Constantí. Quan el 879 Constantí va morir, Lleó va quedar com a únic hereu al tron.
Lleó i el seu pare Basili no tenien bona relació, cosa que va empitjorar quan Eudòxia va morir. El 883 es va casar amb Teòfano Martinàcia però el matrimoni no el feia feliç i es va buscar una concubina, Zoè Zaützena, i el seu pare, per apartar aquesta dona del seu fill, la va casar amb un oficial insignificant. Quan Lleó va protestar per aquest fet, el pare el va amenaçar d'arrencar-li els ulls, el càstig que se solia donar als conspiradors. El 29 d'agost el 886 Basili va morir a causa d'una caiguda del cavall mentre estava caçant i, quan estava al llit moribund, va acusar Lleó d'haver provocat l'accident. Llavors fou acusat pel ministre Santabarè d'ordir la mort del pare, i encara que no era culpable va estar a punt de ser castigat amb la pena capital. Finalment va succeir al seu pare i va fer destituir el patriarca Foci que donava suport a Santabaren i a aquest el va fer arrestar, li va treure els ulls i el va desterrar a un lloc remot d'Àsia Menor.

## Política interna
Un dels primers actes de Lleó VI com a emperador va ser traslladar la tomba de Miquel III, amb gran pompa i cerimònia, al mausoleu reial de l'Església dels Sants Apòstols a Constantinoble. Això va contribuir a confirmar el rumor que Lleó era fill seu (o si més no que això pensava ell). Cercant una reconciliació, el nou emperador es va assegurar el suport de les autoritats de la capital i es va fer envoltar per buròcrates competents com ara: Estilià Zaützes (el pare de la seva concubina i més tard esposa, Zoè Zaützena) i l'eunuc Samonas, un desertor àrab a qui va elevar al rang de patrikios que més tard seria el sogre del seu fill Constantí VII. Els seus intents per controlar les grans famílies aristocràtiques (per exemple els Focas o els Ducas) el va conduir de vegades a seriosos conflictes, el més significatiu dels quals va ser la revolta d'Andrònic Ducas el 906.
Lleó va voler prendre el control de l'Església a través del nomenament de patriarques. El desembre del 886 va cessar el patriarca Foci, el qual havia estat el seu tutor en la infantesa i el va substituir pel seu germà de 19 anys, Esteve. A la mort d'Esteve el 893, Lleó el va reemplaçar per Antoni Caulees, el qual va morir el 901. Llavors l'emperador va triar el seu místic Nicolau, però sospitós d'haver estat implicat en l'atemptat fallit del 903, i per la seva oposició al quart matrimoni de Lleó, el va substituir pel seu confessor personal Eutimi l'any 907.
La magnífica església de sant Llàtzer (en) de Larnaca fou construïda durant el regnat de Lleó VI, a finals del segle ix, amb l'objectiu d'allotjar les relíquies de Llàtzer de Betània que van ser traslladades de Xipre a Constantinoble.
Lleó va encomanar la continuació d'un codi legislatiu anomenat Basilika, que s'havia iniciat en temps de Justinià I i s'havia començat a emprendre de nou amb l'emperador Basili.

## Atacs
El 887 i 888 els àrabs van envair l'imperi per la mar Mediterrània: desembarcaren a la península Itàlica i a diverses illes, entre elles Sicília i Samos. Fins al 891 no va poder restablir el control als dominis italians.
Els búlgars tenien un intens comerç amb els romans d'Orient i especialment activa era la factoria que tenien a Tessalònica on gaudien de privilegis comercials. El primer ministre Estilià Zaützes (sogre de l'emperador) va suprimir aquests privilegis i va exposar als comerciants búlgars a humiliacions i vexacions, fet que provocà la guerra amb Bulgària. El rei Simeó va assolar Macedònia i va derrotar l'exèrcit romà d'Orient dirigit per Lleó Catacaló i Teodosi (aquest darrer va morir en la lluita). Estilià va perdre la confiança de l'emperador i,amb la mort poc després de la seva filla, l'emperadriu, el va acabar d'ensorrar i va morir de pena i vergonya (894). Lleó es va treure del damunt els búlgars empenyent-los a una guerra contra els hongaresos.
En els anys següents hi va haver algunes conspiracions: el 895 es va descobrir a temps gràcies a un tal Samonas que fou creat patrici; uns anys després Lleó va patir un atac a una església però se'n va deslliurar i l'atacant fou executat.
Els àrabs van tornar a envair Sicília dirigits per un renegat romà d'Orient Lleó de Trípoli i van ocupar Tauromènion. El 904 es van presentar amb una flota davant de Tessalònica, mal guarnida encara que amb muralles poderoses, i se'n van apoderar; en van destruir una gran part i la van saquejar durant deu dies i la van abandonar emportant-se'n botí i captius. La història d'aquesta conquesta la va escriure Joan Cameniata en la seva obra La captura de Tessalònica (Ἠἅλωσις τῆς Θεσσαλονίκης).
El 907 Constantinoble va ser atacada per Oleg de Kíev, el qual cercava millors condicions comercials amb l'Imperi Romà d'Orient. Lleó va aconseguir fer-lo fora, però el 911 va tornar a atacar i llavors es va signar un tractat.
El 910 l'eunuc Samonas fou condemnat a presó perpètua per abusar de la confiança de l'emperador. El 911 els àrabs van derrotar una flota grega dirigida per Romà Lecapè (més tard emperador) a Samos.

## Matrimonis i descendència

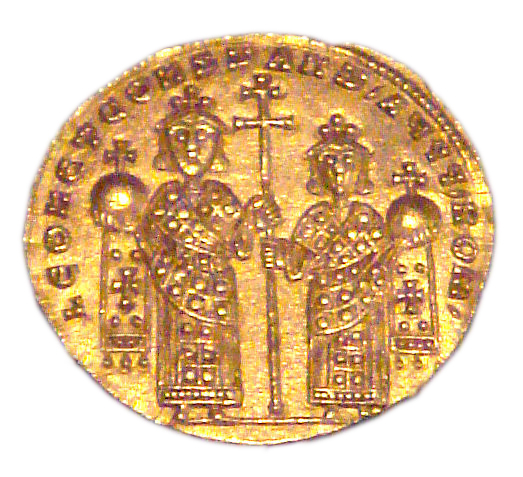
Moneda d'or amb l'efígie de Lleó VI i el seu fill Constantí VII.

Es va casar quatre vegades i per això l'església li va negar la comunió, ja que l'església ortodoxa només tolerava dos matrimonis, i n'havia censurat el tercer però condemnat el quart com a cosa atroç.
El primer va ser imposat pel seu pare, qui volia assegurar-se el favor de la poderosa família d'ella, els Martinaci: es deia Teòfano, filla de Constantí Martinaci. Segons Simeó Metafrastes el matrimoni amb Teòfano es va anul·lar a la mort del seu pare, tot i que havien tingut una filla, i l'emperadriu va ingressar en un convent. Anys més tard seria considerada santa.
El segon va ser amb Zoè, vídua de Teodor Guniatzita i filla d'Estilià que portà el títol de basleopàtor (que vol dir «pare de l'emperador»). Segons consta al De Ceremoniis escrit per Constantí VII amb ella va tenir dues filles i va morir el 899.
El tercer va ser amb Eudòxia Baiana, l'any 900, una dona de gran bellesa. L'església no el va aprovar, però ell estava ansiós per tenir un fill mascle. Segons la crònica del Teòfanes continuat va morir a l'any següent donant a llum un nen mort.
Després en lloc de casar-se, va prendre com a concubina a Zoè Carbonopsina, la qual li va donar un fill, Constantí VII Porfirogènit, el qual el va succeir. Amb el naixement d'aquest fill va decidir que es casaria amb ella i com que el patriarca Nicolau Místic s'hi oposava el va destituir i el matrimoni el va celebrar el seu substitut, el patriarca Eutimi. El germà petit de Lleó VI, Alexandre, emperador nominal junt amb Lleó però que havia preferit portar una vida despreocupada més que col·laborar en els afers de govern va fer de regent del següent emperador Constantí.

## Obres escrites
Lleó VI va ser un prolífic escriptor, va fer llibres sobre temes diversos i emprant diferents estils, entre els quals hi ha: discursos polítics, poemes litúrgics i tractats de teologia. En moltes ocasions ell mateix pronunciava a les esglésies els llargs sermons que escrivia. També era aficionat a l'astrologia i basat en aquest saber va escriure algunes prediccions.
De Lleó, en destaca la seva compilació de lleis coneguda com a Βασιλικαὶ Διατάξεις o, abreujadament, Βασιλικὰ (en llatí, Basilica). Per fer aquesta tasca va crear una comissió que va estar dirigida pel comandant de la guàrdia imperial Sabati (Sabathius). Estava dividida en 60 llibres subdividits en capítols, incloent tota la legislació anterior de Justinià I (els Instituts, la Digesta i el Còdex) i les emeses pels successors de Justinià fins al mateix Lleó VI. Algunes lleis del Digest foren omeses i en canvi altres anteriors hi foren incloses. A partir d'aquesta compilació es van escriure les Novellae o «noves lleis» entre les quals es va incloure una llei que prohibia casar-se quatre cops.
Es va desfer de bona part de l'estructura legislativa antiquada, que justificava l'existència d'institucions obsoletes com les assemblees anomenades Cúria, el senat al qual se li van atribuir funcions diferents, i la figura del cònsol.
Els principals llibres escrits per l'emperador són: 
- Τῶν ἐν πολέμοις τακτικῶν σύντομος παράδοσις conegut com a Tàctica (en), un assaig sobre l'art de la guerra.
- Ναυμαχικά probablement fragments de Tàctica.
- XVII Oracula, en vers iàmbic grec.
- Orationes XXXIII, sobre temes teològics.
- Epistola ad Omarum Saracenum de Fidei Christianae Veritate et Saracenorum Erroribus, conservat en llatí d'un original grec.
- Canticum Compunctionis ex Meditatione extremi Judicii, en grec i traduïda al llatí.
- Carmen iambicum de misero Graeciae Statu, versió llatina de l'original grec.
- XXII Versus Retrogradi (Καρνικοί).
- Ἠ γεγονυῖα διατύπωσις παρὰ τοῦ Βασιλέως Δεόντος τοῦ Σοφοῦ, ὅπως ἔχουσι τάξεως οἱ δρόνοι τῶν Ἐκκληοιῶν, τῶν ὑποκειμένων τῷ Πατριάρχῃ Κωνσταντινουπόλεως, Dispositio facta per Imperatorem Leonem Sapientem quem ordinem habeant throni Ecclesiarum Patriarchae Constantinopolitano subjectarun
- Εἰς τὰ Μονομερίου, In Spectaculum Unius Dei, epigrama.